# Јулија Меза
Јулија Меза (лат. Iulia Maesa, рођена око 170, умрла око 226. године) била је кћи Јулија Басијана, свештеника бога сунца Хелиогабала, патрона града Емесе у Сирији, и баба римског цара Елегабала. Као њена млађа сестра, Јулија Домна, Јулија Меза је била једна од жена која је успела остварити највише утицаја у читавој историји Римског царства.

## Положај у царској породици у време Септимија Севера и Елегабала
Јулија Меза је била удата за Јулија Авита и имала је две кћери: Јулију Мамеју и Јулију Соемију. Свака од њих је била мајка једног римског цара. Када је зет Септимије Север постао цар, Јулија Меза је прешла у Рим да би живела са сестром. Када је Каракала, њен сестрић, био убијен, и када је Јулија Домна извршила самоубиство, Јулија Меза се морала вратити у Сирију. Нови цар, Макрин, није је проскрибовао. Ипак, Јулија Меза се укључила у заверу против њега како би на престо дошао један од њених унука, Елегабал, син Јулије Соемије. Да би припремила његов царски положај раширила је глас да је млади Елегабал био ванбрачни Каракалин син. Јулија Меза и Јулија Соемија су успеле у својим намерама, понајвише због ниског порекла Макрина, који није имао добре политичке везе у високим сенаторским круговима. Тако је Елегабал постао римски цар. 

## Утицај на двору у време Елегабла
У лето 219. године Елегабал се у Риму сусрео са својом бабом и мајком којима је дуговао долазак на престо. Током своје младости више се интресовао за религију него за политику и управу, тако да је стварну власт у Царству имала Јулија Меза. 
Како би наградио подршку Јулије Мезе, Елегабал јој је одобрио титулу Augusta avia Augusti (царица, баба царева). Јулија Меза је опомињала Елегабала да се мора више бавити пословима Царства и управе, војском, ако жели сачувати престо и главу. Но, када је Елегабал кренуо потпуно погрешним путем, оженивши се вестлком, Јулија Меза је стала на страну Александра Севера, свог другог унука. Елегабал је био принуђен да усвоји Александра Севера и ускоро је био, 22. марта 222. године убијен, заједно са својом мајком Јулијом Соемис.
Одлука да се стави на страну Александра Севера била је одлична тактичка и политичка али катастрофална породична: Јулија Меза је тако допринела смрти своје кћери и свог унука. 

## Оцена личности
Јулија Меза је умрла око 226, и била је одмах потом деификована. У историографији (Херодијан, Дион Касије, Historia Augusta) је углавном добро оцењена. Једино Херодијан, вероватно са правом, истиче њено частољубље. 